# Стемпка (Куявсько-Поморське воєводство)
Стемпка (пол. Stępka) — село в Польщі, у гміні Любень-Куявський Влоцлавського повіту Куявсько-Поморського воєводства.
Населення — 177 осіб (2011).
У 1975-1998 роках село належало до Влоцлавського воєводства.

## Демографія
Демографічна структура станом на 31 березня 2011 року:
|          | Загалом | Допрацездатний вік | Працездатний вік | Постпрацездатний вік |
| -------- | ------- | ------------------ | ---------------- | -------------------- |
| Чоловіки | 93      | 19                 | 66               | 8                    |
| Жінки    | 84      | 11                 | 55               | 18                   |
| Разом    | 177     | 30                 | 121              | 26                   |